# Železniční stanice Chejfa Chof ha-Karmel

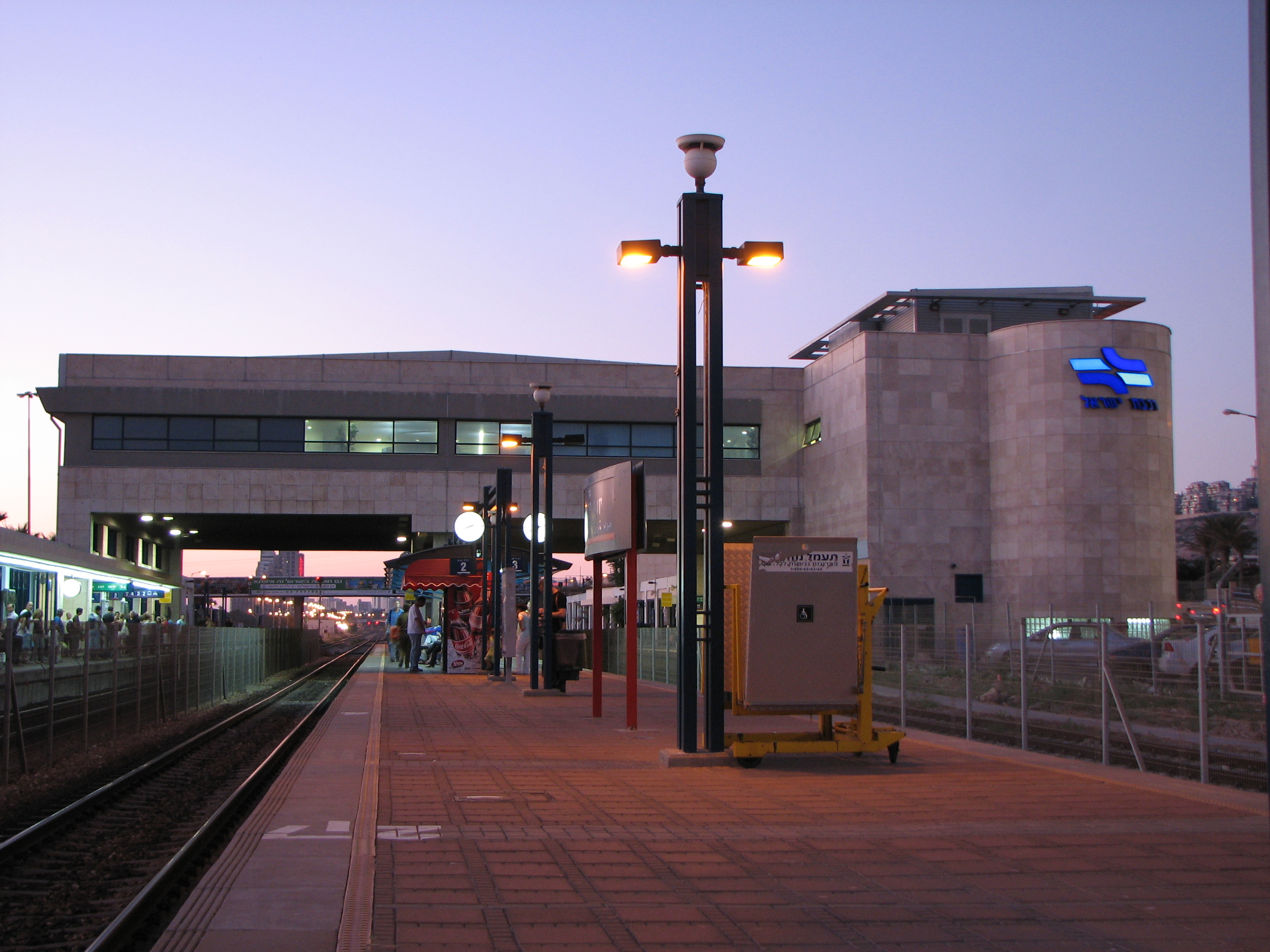
Budova železniční stanice

Železniční stanice Chejfa Chof ha-Karmel (hebrejsky: תחנת הרכבת חיפה חוף הכרמל‎, Tachanat ha-rakevet Chejfa Chof ha-Karmel, nazývána také Razi'el) je železniční stanice na pobřežní železniční trati v Izraeli.
Leží na severu Izraele ve městě Haifa, na břehu Středozemního moře v nadmořské výšce necelých 10 metrů. Je situována na pomezí čtvrtí Kfar Samir a Mevo'ot Daromim na jihozápadním okraji města. Jihovýchodně od staniční budovy se nachází velký dopravní uzel. Z třídy Sderot ha-Hagana (dálnice číslo 4), se tu odpojuje pobřežní dálnice číslo 2. Zároveň z této křižovatky vychází nově k východu takzvané Karmelské tunely (jižní obchvat Haify). Ve čtvrti jižně od stanice se rozkládá Průmyslová zóna Matam, na severovýchod odtud leží velký hřbitov Sde Jehošua.
Stanice byla otevřena roku 1999 v rámci zahušťování sítě železničních stanic v aglomeraci Haify. Je obsluhována autobusovými linkami společnosti Egged. K dispozici jsou parkovací místa pro automobily, automat na nápoje, prodejní stánky, bankomat a veřejný telefon.